# Zico e Zeca
Zico e Zeca são personagens de história em quadrinhos da Disney. Participam do universo do Zé Carioca.

## História
São os sobrinhos gêmeos do Zé Carioca. Foram criados quando, por volta de 1962, não havia mais material próprio para ser publicado na recém-criada revista do Zé Carioca. A solução encontrada foi adaptar histórias do Mickey e do Pato Donald, essas histórias ficaram conhecidas como "Zé Fraude". Dessa forma, os desenhistas da Abril substituíam os dois personagens pelo Zé Carioca, o que explica as inusitadas "parcerias" entre ele e Pateta, nas quais originalmente atuava o Mickey. Zico e Zeca surgiram para substituir Huguinho, Zezinho e Luizinho (ficava um espaço vazio entre eles, onde deveria estar o terceiro sobrinho).
Assim como a maioria dos sobrinhos do universo Disney, não se tem notícias de seus pais, nem porque foram morar com seus tios.
São levados. Seu tio gosta de pensar neles como o futuro da sua família ao qual deve passar seu legado; eles às vezes tentam resolver seus problemas como o tio, outras vezes buscam soluções diferentes (procurando até por outros referenciais como o Nestor). Às vezes até atacam de super-heróis (como o Paladino Implacável, alter-ego do Zeca).